# Груды (Черниговская область)
Груды (укр. Груди) — посёлок в Коропском районе Черниговской области Украины. Население — 22 человека.
Код КОАТУУ: 7422282502. Почтовый индекс: 16260. Телефонный код: +380 4656.

## Власть
Орган местного самоуправления — Жовтневый сельский совет. Почтовый адрес: 16260, Черниговская обл., Коропский р-н, с. Рождественское, ул. Борисовка, 1.